# ترکمنستان
تُرکمَنِستان با نام رسمی جمهوری ترکمنستان (به ترکمنی: Türkmenistan Respublikasy) کشوری محصور در خشکی واقع در آسیای مرکزی است. این کشور از شمال با قزاقستان و ازبکستان و از جنوب با افغانستان و ایران همسایه است و از غرب از طریق دریای خزر با کشورهای جمهوری آذربایجان و روسیه، مرز آبی دارد. ترکمنستان با ۴۸۸ هزار کیلومتر مربع وسعت، پنجاه و دومین کشور پهناور جهان است. همچنین ترکمنستان با بیش از ۷ میلیون نفر جمعیت، ۱۰۴امین کشور پرجمعیت جهان است. این کشور، کم‌جمعیت‌ترین جمهوری در آسیای مرکزی است.
پایتخت و بزرگ‌ترین شهر این کشور، عشق‌آباد با ۱٬۰۳۰٬۰۶۳ نفر (سرشماری ۲۰۲۲) جمعیت است. زبان رسمی این کشور، ترکمنی براساس الفبای لاتین است. بیشتر مردم این کشور از قوم ترکمن و اسلاو هستند و به روسی و زبان ترکمنی (شاخه‌ای از زبان‌های ترکی) صحبت می‌کنند. دین اکثر مردم ترکمنستان اسلام است اما حکومت این کشور، سکولار است. ترکمنستان یک جمهوری عملاً تک‌حزبی است و نظام سیاسی این کشور، نظام ریاستی متمرکز، بر پایهٔ تمامیت‌خواهی و دیکتاتوری است. این کشور، تا پیش از سال ۱۹۹۱ و انحلال شوروی، با عنوان جمهوری شوروی سوسیالیستی ترکمنستان یکی از جمهوری‌های اتحاد شوروی بود. ترکمنستان در میان کشورهای جهان، جایگاه چهارم را در میزان ذخایر ثابت گاز طبیعی دارد. فساد و شاخص مردم‌سالاری پایین، از مشکلات اساسی این کشور هستند. این کشور بر اساس شاخص دموکراسی-دیکتاتوری در دسته دیکتاتوری‌های مدنی جای دارد. نام کشور «ترکمنستان» از دو بخش «ترکمن» و «ستان» تشکیل شده که به معنای «سرزمین ترکمن‌ها» است.
۷۰٪ درصد مساحت ترکمنستان را بیابان قره‌قوم تشکیل می‌دهد

## تاریخ
تاریخ باستانی محدودهٔ جغرافیایی ترکمنستان امروزی از حدود ۲۰۰۰ سال پیش از میلاد با ورود اقوام از تبار هند و اروپایی ایرانی‌تباران در شمال این خطهٔ جغرافیایی در مقاطعی به صورت چادرنشینی و نیمه-ایلیاتی زندگی می‌کردند. آب و هوای خشک بیابانی و زمین‌های استپی عامل زندگی کوچ‌نشینی در آسیای مرکزی و اوراسیا بوده است؛ نوعی زندگی که پرورش و نگهداری اسب نقش مهمی در فرهنگ و آدابشان داشته است.
برخی از این اقوام شناخته شده ایرانی شامل ماساگت‌ها، سکاها، سغدها (اجداد خوارزمشاهیان) می‌باشند. ترکمنستان همواره محل گذری برای اقوام مهاجم و مهاجر جنوبی همانند تمدن‌های میان‌رودان، ایلام و تمدن دره سند بوده است.
منطقه مرو در ترکمنستان کنونی، قرن‌ها مرکز خراسان بزرگ و از پایگاه‌های زبان فارسی و مرکز دانشمندان، ادیبان و عرفای ایرانی در دوران اسلامی بود.
منطقه کنونی ترکمنستان عموماً ایرانی‌نشین و فارسی‌زبان بود که ترکیب جمعیتی آن از زمان ورود غزها به منطقه در زمان مهاجرت سلجوقی‌ها از شمال قره‌قروم به جنوب آن که در زمان محمود غزنوی آغاز شد، تغییر کرد. ساکنان شهرهای ایرانی این مناطق به مرور با عشایر ترکمن پیرامون شهرها آمیخته شده و مردم کنونی این نواحی از نسل آنان‌اند. پیشینه فارسی‌زبان ترکمنستان کنونی در نام‌های شهرهای اصلی این کشور هویداست: عشق‌آباد (اشک‌آباد)، مرو، چهارجوی، کهنه‌گُرگانج، دهستان، فراوه، کَرکوه، شاه‌قدم، چهارکان، پنج‌ده (تخته‌بازار)، مُرغاب، آبادان، آب نو، ده نو، قَهقَهه، بَلخان‌آباد، بابادهقان، سرحدآباد، فَرَب و غیره. نام بسیاری از این شهرها در دهه‌ها یا سال‌های اخیر با تصمیم دولتی تغییر کرده است. نام‌های دیگر جغرافیایی این کشور همچون آمودریا، استان لب آب و کوه‌های بَلخان (بالاخانه‎) نیز مؤید همین پیشینه است.
بیشتر ساکنان ترکمنستان در خلال استیلای ترکان غز یکتاپرست بودند. ترکان غز زبان ترکمنی را با حکمرانی بر این منطقه رفته‌رفته ترویج دادند. در دوران حکومت ترکان، فرهنگ اسلام که توسط اعراب به ترکمنستان آورده شده‌بود با آداب و رسوم محلی روسی ادغام گردید و بعدها این فرهنگ مخلوط شده، به نوبه خود تحت تأثیر و تغییر زمامداران ترک نظیر دودمان سلجوقیان قرار گرفت. در طول قرون وسطی، یورش چنگیزخان و مغول‌ها ترکمنستان را ویران نمود و بعدها این ویرانی با تهاجم رقابت گونه تیمور لنگ و ازبک‌ها بر این سرزمین، ادامه پیدا کرد.
در دوران قاجار نیز یورش آقامحمدخان به ترکمن‌های سوین خان در شمال گرگان، قیام خواجه یوسف کاشغری که خود را سلطان ترکستان می‌نامید در منطقه استرآباد و گرگان‌رود علیه حکومت فتحعلی‌شاه، حمله آتانیاز حاکم خیوه به کمک طوایف ترکمن به سوی مشهد و سرخس در سال ۱۲۳۹ ه‍. ق، شورش قیات خان رهبر ترکمن‌های یموت جعفربای در ناحیه کمش‌تپه علیه حکومت ایران در سال ۱۲۴۲، و جنگ مرو در سال‌های ۸–۱۲۷۶ میان سپاه محمدشاه قاجار و ایلات ترکمن از مهم‌ترین منازعات نظامی این دوران است. ناصرالدین شاه قاجار بارها با آنها برخورد کرد تا بتواند آنها را مستقیماً زیر نظر حکومت مرکزی اداره کند اما ترکمن‌ها فقط در صورت وجود یک حکومت مرکزی قوی حاضر به پذیرش شرایط بودند سرانجام روسیه تزاری بعد اشغال بخارا سال ۱۲۸۴ه‍.ق و اشغال خیوه در سال ۱۲۸۹ه‍.ق به طرف ترکمن‌هایی که در مرزهای شرقی ایران سکونت داشتند و به صورت مستقل از حکومت مرکزی قاجار اداره می‌شدند یورش برد و بعد از نبرد گوگ تپه و سرکوب ترکمانان، معاهده آخال در سال ۱۸۸۱ میلادی میان ایران و روسیه منعقد شد که به موجب آن ایران حاکمیت روسیه بر مرو، آخال و عشق آباد و مناطق همجوار آن را شناخت و ناصرالدین شاه هم اجباراً از ادعاهای خود بر منطقه خوارزم چشم پوشی کرد و بدون مقاومت نظامی شرایط روس‌ها را پذیرفت و این شروعی بر آغاز سلطه روس‌ها بر مناطق ترکمن نشین تا سال ۱۹۹۱میلادی که ترکمنستان استقلال یافت بود.

### ترکمنستان شوروی

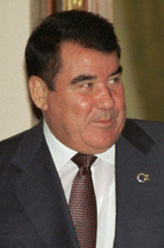
در سال ۱۹۹۱ میلادی ترکمنستان به استقلال رسید. صفر مراد نیازوف یکی از رهبران محلی کمونیست، خود را به عنوان رهبر مطلقه و بلامنازع ترکمنستان اعلام کرد.

در اواخر قرن نوزدهم، ترکمنستان امروزی به شکلی اساسی به وسیله استیلا و یورش امپراتوری روسیه دچار تغییر اساسی شد و چند دهه بعد پس از انقلاب ۱۹۱۷ روسیه با شکل‌گیری اتحاد جماهیر شوروی، از یک جامعه قبیله‌ای اسلامی به یک جامعه لنینیستی مطلقه تبدیل شد.
در سال ۱۹۹۱ میلادی ترکمنستان به استقلال رسید. صفرمراد نیازف یکی از رهبران محلی کمونیست، خود را به عنوان رهبر مطلقه و بلامنازع ترکمنستان اعلام کرد. او ترکمنستان تازه استقلال یافته را به شکل کامل، تحت اقتدارگرایی مطلق خود درآورد. او تا پایان زمامداری خود (۲۰۰۶ میلادی) که با مرگش به پایان رسید در برابر دموکرات‌های سابق اتحاد جماهیر شوروی که رقیبان وی بودند، مقاومت می‌کرد.

## سیاست
ترکمنستان در آبان ۱۳۷۰ (اکتبر ۱۹۹۱) با رأی مردم در همه‌پرسی استقلال، موجودیت خود را به عنوان یک کشور مستقل اعلام نمود و رسماً نام «ترکمنستان» را برای کشور خود برگزید. قانون اساسی ترکمنستان نیز در ۱۸ مه ۱۹۹۲ در چهاردهمین نشست مجلس ترکمنستان به تصویب رسید. بر اساس این قانون اساسی، ترکمنستان کشوری دمکراتیک و سکولار و اداره آن به شکل جمهوری ریاستی است. صفرمراد نیازف اولین رئیس‌جمهور کشور بود. رئیس‌جمهور کنونی کشور سردار بردی محمد اف است. 

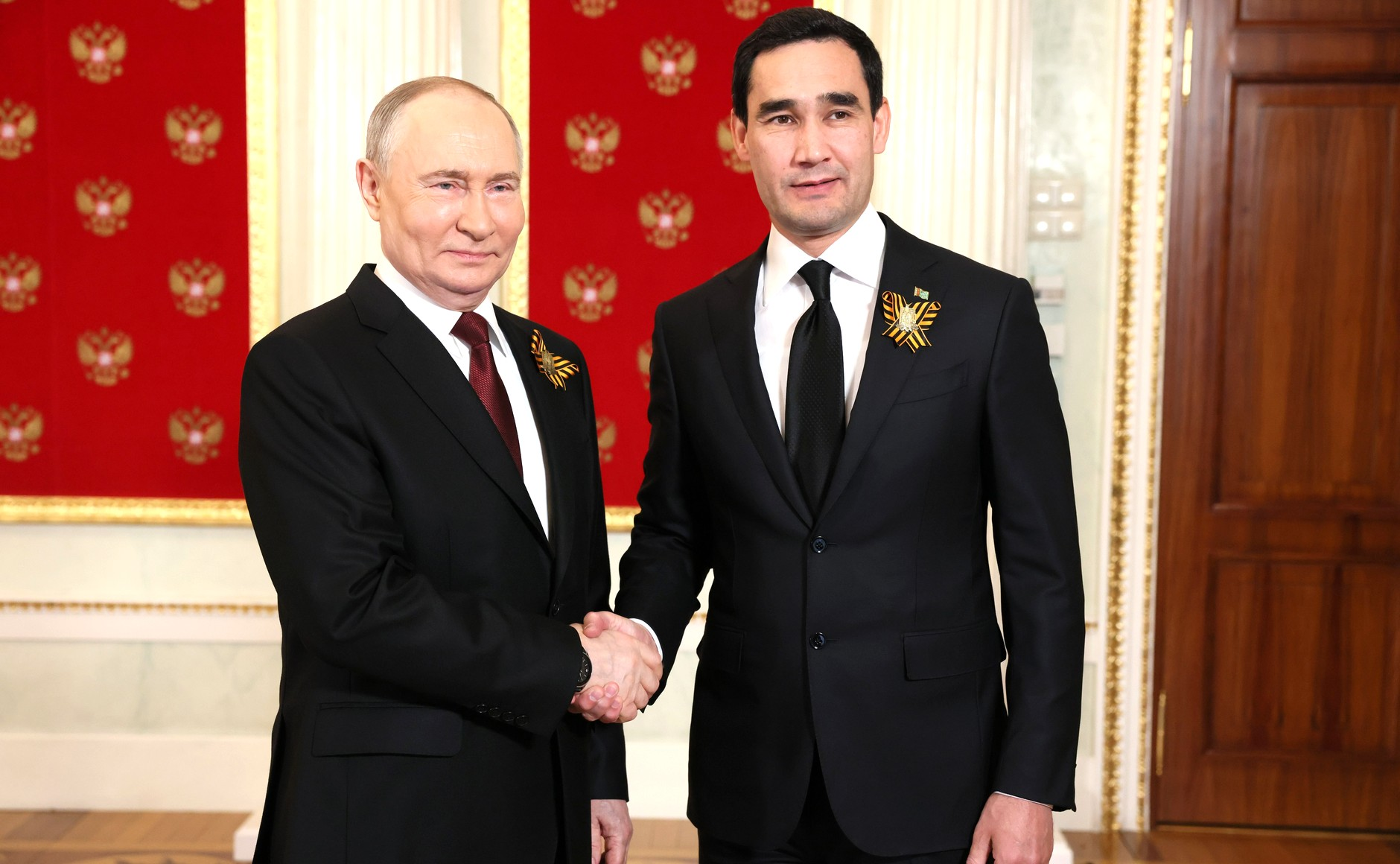
سردار بردی‌محمداف رئیس‌جمهور ترکمنستان و پوتین رئیس‌جمهور روسیه، مه ۲۰۲۴‏

حکومت ترکمنستان جمهوری ریاستی و تک‌حزبی است و رئیس‌جمهور اختیارات گسترده‌ای دارد. رئیس‌جمهور ترکمنستان و شخص اول این کشور از هنگام استقلال تا سال ۲۰۰۶ صفرمراد نیازف بود. از سال ۲۰۰۶ تا سال ۲۰۲۲ رئیس‌جمهور کشور قربان قلی بردی محمداف بود. سپس در مارس ۲۰۲۲ سردار بردی محمداف بر اساس آرای انتخابات ریاست جمهوری؛ جایگزین پدرش و رسماً سومین رئیس‌جمهوری ترکمنستان شد.سیاست ترکمنستان، بی‌طرفی در مسائل جهانی و منطقه‌ای است.
براساس قانون اساسی ترکمنستان، رئیس‌جمهور مقامات قوه مجریه و قضاییه را منصوب می‌کند و نیز نامزدهای انتخابات مجلس را تصویب می‌نماید. مدیریت محلی از سوی استانداران صورت می‌گیرد. بر اساس قانون اساسی، استانداران در حکم نمایندگان رئیس‌جمهور هستند و زیر نظر رئیس‌جمهور فعالیت می‌نمایند و نیز از سوی خود رئیس‌جمهور منصوب یا برکنار می‌گردند.
- قوه مجریه: بر اساس قانون اساسی ترکمنستان، رئیس‌جمهور که به‌طور مستقیم توسط مردم انتخاب می‌شود، رئیس کابینه وزیران ترکمنستان است.
  - قوه مقننه:

## جغرافیا

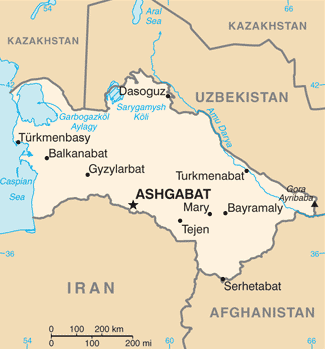
نقشه ترکمنستان

ترکمنستان با مساحت ۴۹۱٬۲۱۰ کیلومتر مربع پنجاه و دومین کشور بزرگ جهان بوده و کمی از کشور اسپانیا کوچکتر است. این کشور در بین عرض‌های جغرافیایی ۳۵ و ۴۳ درجه شمالی و ۵۲ و ۶۷ درجه شرقی قرار دارد.
در جنوب و جنوب غربی ترکمنستان، رشته‌کوه‌هایی قرار دارند که تا کناره‌های دریای خزر کشیده شده‌اند. در شمال این کشور جلگهٔ پست توران قرار دارد. ۷۰ درصد این کشور را صحرای قره‌قوم پوشانده و مرکز این کشور میان جلگه‌های توران و صحرای قره‌قوم احاطه گردیده است. محدودهٔ کُپه‌داغ از امتداد مرزهای جنوب غربی در نزدیکی کوه شهشاه (کوه ریزه) به ارتفاع ۲٬۹۱۲ متر آغاز می‌شود و تا مرزهای جنوب شرقی در استان‌های لب آب و بَلخان و مرزهای ازبکستان نزدیک رشته‌کوه کپه‌داغ، کوه آرلان به ارتفاع ۱٬۸۸۰ متر ادامه دارد.
رودهای مهم ترکمنستان از کشورهای همسایه یعنی ایران و افغانستان سرچشمه می‌گیرند. از مهم‌ترین رودخانه‌های ترکمنستان تجن، آمودریا اترک و مرغاب بوده که از ارتفاعات کوپه داغ سرچشمه می‌گیرند. ترکمنستان دارای آب و هوای بیابانی نیمه‌گرمسیری بوده و بیشتر این سرزمین خشک است. در فصل زمستان، هوا معتدل و خشک بوده و بیشترین بارندگی در ماه‌های ژانویه و ماه مه اتفاق می‌افتد. پرباران‌ترین بخش ترکمنستان پهنه‌های کوه‌های کپه‌داغ است.
طول خط ساحلی ترکمنستان در دریای خزر ۱٬۷۶۸ کیلومتر بوده و مهم‌ترین بندر آن شهر ترکمن‌باشی (کراسنووُدْسْک) است.

## تقسیمات کشوری
ترکمنستان، بر اساس آخرین تقسیم‌بندی کشوری دارای ۵ ولایت است:
1. آخال
2. بَلخان
3. داش‌اغوز
4. لبِ آب
5. مرو

## اقتصاد
ترکمنستان در فهرست چهار کشور نخست تولیدکننده گاز طبیعی و چهار کشور تولیدکننده نفت در شوروی سابق قرار دارد. ذخائر اثبات شده نفت و گاز این کشور ۲۰۰۰ میلیارد متر مکعب گاز مقام چهاردهم جهان و ۵۴۶ میلیون بشکه نفت است. بیشتر ذخایر نفتی کشور در غرب ترکمنستان از جمله در پهنه دریای خزر متمرکز شده است. ذخایر گاز طبیعی تقریباً در سراسر خاک کشور پراکنده است. رشد اقتصادی این کشور در سال ۲۰۰۷ براساس آمار صندوق بین‌المللی پول حدود ۱۱٫۵٪ بوده است که آن را جزو کشورهای دارای رشد اقتصادی بالا می‌سازد.
شغل بیشتر مردم ترکمنستان کشاورزی و دام پروری است. این کشور از نظر تولید پنبه در جهان معروف است. قالی بافی از صنایع دستی مهم ترکمنستان است.
معادن نمک کلسیم در منطقه قویرداق وجود دارد. ذخایر نمک‌های طبیعی دریایی در خلیج قره‌بُغاز متمرکز است. در این منطقه موادی همچون میرابیلیت و دیگر مواد پر ارزش وجود دارد. بیشتر زمین‌های کشاورزی ترکمنستان را دشت قره قوم تشکیل می‌دهد که اغلب برای چراندن گوسفند قره‌گل مورد استفاده قرار می‌گیرد. در زمین‌های کشاورزی کشور محصولاتی همچون پنبه، میوه و تره بار و انگور پرورش می‌شود. امور پرورش کرم ابریشم نیز توسعه یافته است. در طی سال‌های اخیر، تولید گندم نیز افزایش خوبی داشته است.
ترکمنستان اقتصادی رو به رشد دارد و با توجه به منابع سرشار نفت و گاز و پنبه از طریق سرمایه‌گذاری مشترک صنایع پایین دست را گسترش داده است و جزو معدود کشورهایی است که فرآورده‌های نفتی صادر می‌کند؛ و با فراوری محصول پنبه و با اتکا به نیروی کار خود صنایع فعال نساجی پیشرفته‌ای دارد که از بازار فروش بالایی در سطح جهان برخوردار می‌باشد و با فروش سالانه مقدار زیادی گاز به کشورهایی چون اوکراین و روسیه اقدام به کسب درآمدهای سرشار می‌کند.
واحد پول این کشور منات ترکمنستان است. هر منات ترکمنستان معادل ۰٫۲۸۶ دلار آمریکا و هر دلار معادل ۳٫۵ منات است. (فوریه ۲۰۲۴).
از آن‌جا که ترکمنستان یک کشور محصور در خشکی است، برای ترانزیت کالا از خاک کشورهای همسایه استفاده می‌کند. خط آهن ترکمنستان به شهر سرخس (در شمال خاوری ایران) متصل است و از آن‌جا تا بندرعباس امتداد دارد.
پنبه، پارچه‌های نخی، پوست، قالی و نفت از جمله کالاهایی هستند که این کشور به کشورهای دیگر جهان صادر می‌کند. امروزه شهر عشق آباد به یکی از زیباترین شهرهای خاورمیانه تبدیل شده است. ساختمان‌های بلند و دیگر سازه‌ها نمایی زیبا به این شهر داده است.

## مردمو زبان

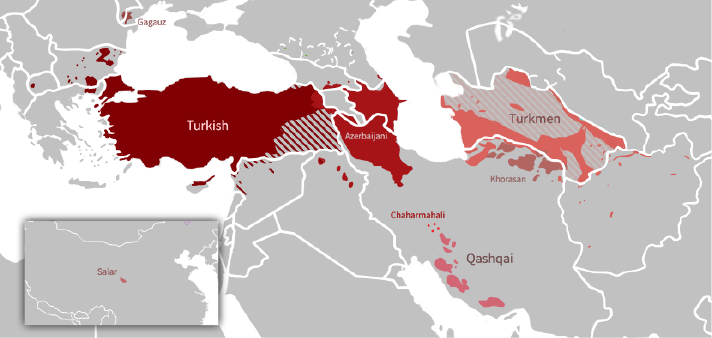
نقشه پراکندگی زبان‌های اوغوز

بیشتر مردم ترکمنستان، ترکمن هستند و اقلیت قابل توجهی روس و ازبک‌ها نیز در این کشور حضور دارند. سایر اقوام تاجیک‌ها، قزاقها، تاتارها، اوکراینی‌ها، بلوچ‌ها، کردها، ارمنی‌ها و آذربایجانی‌ها هستند.
براساس آمار سازمان سیا در سال ۲۰۰۳ ترکیب جمعیتی ترکمنستان ۸۵٪ ترکمن، ۵٪ ازبک و ۴٪ روس و ۶٪ از اقوام دیگر است. براساس آمار دولت ترکمنستان در سال ۲۰۰۱ ترکمن‌ها ۹۱٪، ازبک‌ها ۳٪ و روس‌ها ۲٪ جمعیت را شکل داده‌اند.
جمعیت ترکمن‌ها در ترکمنستان از ۱۹۸۹ تا ۲۰۰۱ حدود دو برابر (از ۲٫۵ میلیون به ۴٫۹ میلیون نفر) شد. اما شمار روس‌ها به کمتر از یک سوم (از ۳۳۴ هزار به ۱۰۰ هزار نفر) کاهش یافته است.

### وضعیت زبان روسی در ترکمنستان

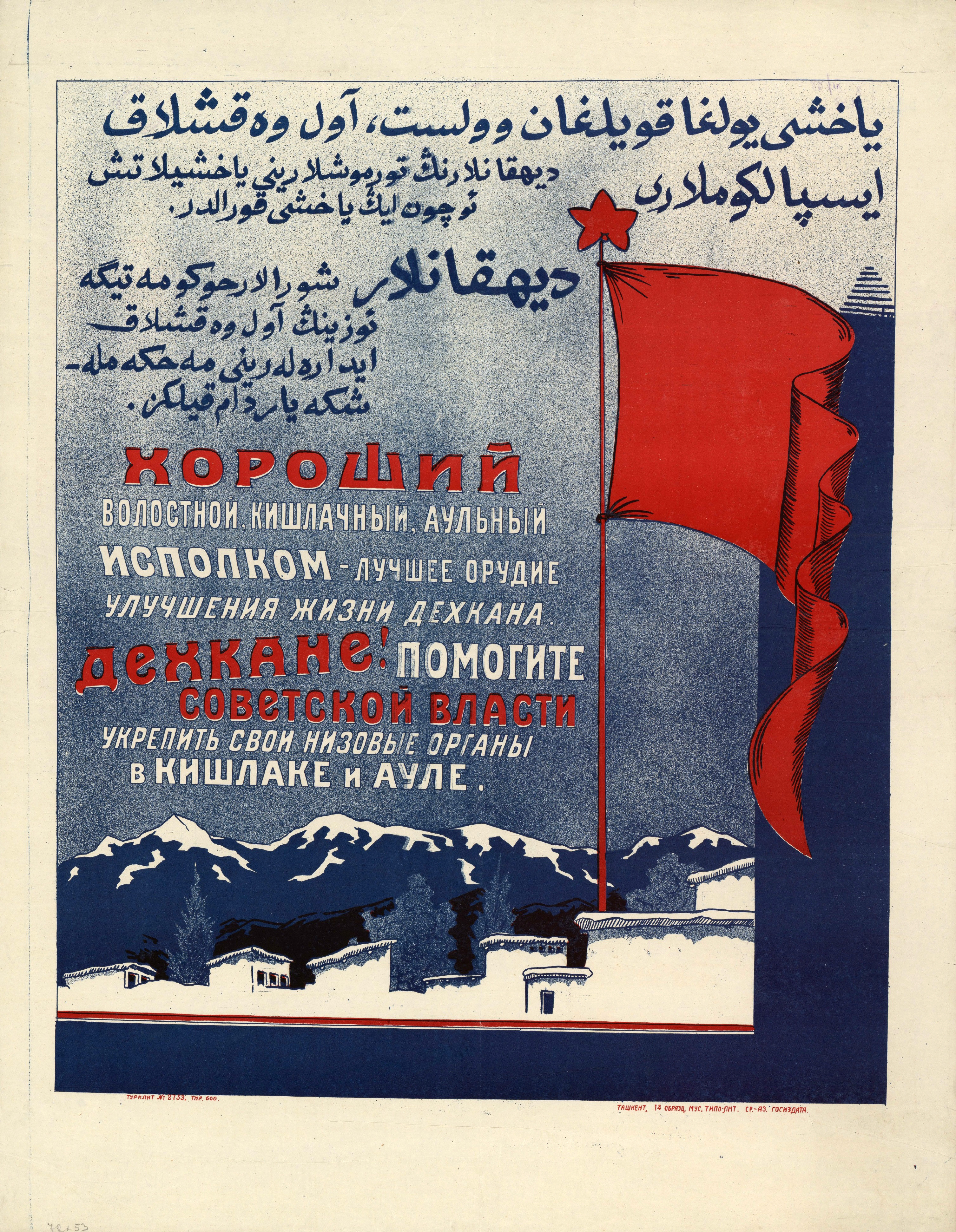
نمایی از یک‌پوستر به زبان ترکمنی خط عربی (بالا) و روسی خط سیریلیک(پایین) - ۱۹۲۴

۴۰ درصد از جمعیت ترکمنستان می‌توانند روسی صحبت کنند یا آن را بفهمند که این میزان از هر یک از چهار کشور دیگر آسیای مرکزی کمتر است. حدود ۱۲ درصد از جمعیت ترکمن هنوز زبان روسی را به عنوان زبان مادری خود می‌دانند.
دولت ترکمنستان از سال‌های اولیه استقلال به شدت بر ترویج تسلط زبان ترکمنی تأکید کرد و زبان روسی در سال ۱۹۹۲ جایگاه خود را به عنوان زبان ارتباط بین قومی از دست داد. در همان سال روزنامه‌های روسی‌زبان در ترکمنستان از خوانندگان خود درخواست کردند زبان ترکمنی را بیاموزند. سال پس از آن، پخش تلویزیون دولتی به زبان روسی در ترکمنستان به چند ساعت در روز کاهش یافت، در حالی که پخش رادیویی دولتی به زبان روسی تا سال ۲۰۰۰ به‌طور کامل متوقف شد.
تصمیم مقامات برای لغو توافقنامه دوجانبه‌ای که تابعیت دوگانه را در سال ۲۰۰۳ به رسمیت می‌شناخت، منجر به خروج موج دیگری از روس‌زبانان شد، زیرا آنها ناگهان مجبور شدند بین دو کشور یکی را انتخاب کنند. روس‌ها به تعداد صدها هزار نفر کشور را ترک کردند، اگرچه موانع اداری ظاهراً عمدی که توسط مقامات در اواسط دهه ۱۹۹۰ اعمال شد تا حدودی این جریان را مهار کرد. با این وجود، در مقایسه با سایر کشورهای آسیای مرکزی، اکنون ترکمنستان مطمئناً همگن‌ترین کشور از نظر قومی است.
امروز، به غیر از جوامع روس‌زبان در عشق‌آباد، گروه‌های قابل توجهی از روس‌زبانان در شهرهای ترکمن‌باشی و بلخان‌آباد در غرب ترکمنستان وجود دارند. ماندگاری زبان روسی در ترکمن‌باشی و بلخان‌آباد با ترکیب جمعیتی نسبتاً چندفرهنگی این شهرها توضیح داده می‌شود. این شهرها در حالی که اکثراً ترکمن هستند، اقلیت‌های قابل توجه آذری، ارمنی و اسلاو را نیز در خود جای داده‌اند.
با وجود تقاضای قابل توجه محلی برای زبان روسی، شمار آموزگاران محدود است، به این معنی که بیشتر به عنوان زبان خارجی تدریس می‌شود. آموزش هفتگی زبان روسی در شهرستان‌ها از شش ساعت به دو ساعت در اکثر مدارس کاهش یافته است و تنها گروه‌های سنی بالاتر سه ساعت در هفته آموزش می‌بینند. روسی به عنوان زبان دوم شهروندان ترکمنستان جای خود را به ترکی داده است که به زبان ترکمنی نزدیک است و یادگیری آن به خصوص پس از تغییر الفبای ترکمنستان به لاتین در سال ۱۹۹۳، آسان‌تر است. طبق گفته مقامات ترکیه، در سپتامبر ۲۰۲۲ حدود ۲۳۰ هزار ترکمن دارای مجوز اقامت یا روادید کار ترکیه بودند.

## مذهب

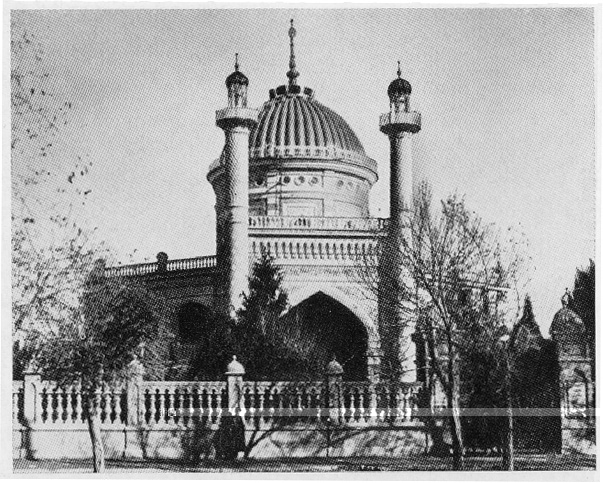
مشرق‌الاذکار در عشق‌آباد، ترکمنستان

ترکمن‌ها قبل از حمله مسلمانان به فرارود جزو خوارزم یکی از استان‌های شاهنشاهی ساسانی بودند و اغلب زرتشتی، مزدکی و مانوی بودند؛ اما پس از چندین سده سلطه خلافت اموی و عباسی بصورت تدریجی با پرداخت جزیه و ملک یمین شدن؛ سرانجام اسلام در ترکمنستان گسترش یافت و جزو کشورهای جهان اسلام با اکثریت مسلمان شد. در سده بیستم میلادی با گسترش لنینیسم بی‌خدایی در ترکمنستان بسیار گسترش یافت و حتی پس از فروپاشی اتحاد جماهیر شوروی در قانون اساسی ترکمنستان کشوری سکولار تعیین شده و دین رسمی ندارد. امروزه ۸۹٪ ترکمن‌ها مسلمان (اکثراً پیرو مکتب حنفی از مذهب اهل سنت) و ۹٪ پیرو کلیسای ارتدوکس روسیه هستند.

## حقوق بشر

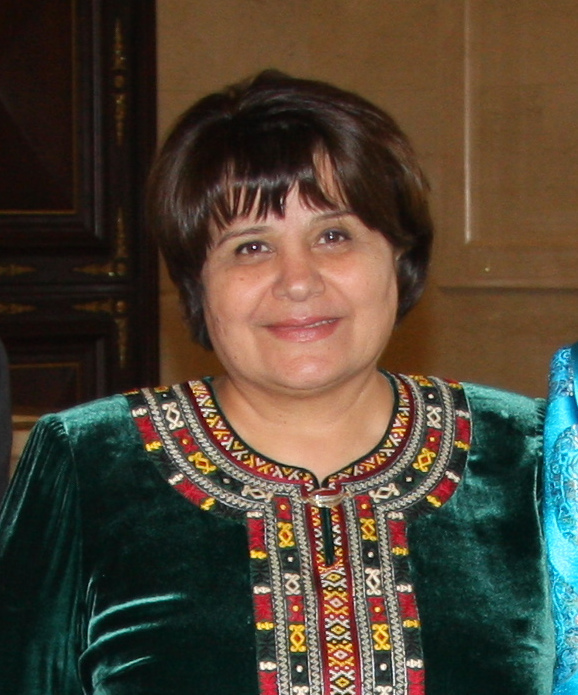
آقجا نوربردی‌یوا ششمین رئیس مجلس ملی ترکمنستان، آوریل ۲۰۱۵‏

حکومت ترکمنستان از ناقضان بزرگ حقوق بشر و آزادی رسانه‌ها است. انجمن گزارشگران بدون مرز در رده‌بندی سالانه آزادی رسانه‌ها از تیتر «سیاهچال» اطلاع‌رسانی رو به گسترش در اطلاع‌رسانی از وضعیت این کشور استفاده کرد. طبق گفتهْ این نهاد حقوق بشری همهْ رسانه‌های این کشور تحت کنترل دولت هستند و تنها تعداد کمی از کاربران به اینترنت آن هم به شکل سانسورشده دسترسی دارند. آزار و اذیت روزنامه‌نگاران کم شماری که به صورت مخفیانه برای رسانه‌های خبری خارجی کار می‌کنند هر روز بیشتر و بیشتر می‌شود. در سال‌های اخیر بسیاری از آن‌ها دستگیر، شکنجه و از کارشان اخراج شده‌اند. قانون به تصویب رسیدهٔ جدید تصریح می‌کند که مجوز تولید کانال‌های تلویزیونی خصوصی تنها به کسانی می‌رسد که در ارائهٔ تصویر مثبت از کشور بکوشند.
در سال ۲۰۱۸ سازمان ملل به‌طور رسمی اعلام کرد که دولت ترکمنستان مسئول کشته شدن روزنامه‌نگار زندانی اوقولساپار مراداف در سال ۲۰۰۶ به دلیل بدرفتاری است.
این کشور در سال ۲۰۲۰ پس از کشور کره شمالی پایین‌ترین شاخص آزادی رسانه را از آن خود کرده است.

## پی‌نوشت‌ها
1. ↑  ""Turkmenistan is the motherland of Neutrality" is the motto of 2020". Chronicles of Turkmenistan. En.hronikatm.com. 28 December 2019. Archived from the original on 8 June 2020. Retrieved 26 May 2020. {{cite web}}: Text "Chronicles of Turkmenistan" ignored (help)
2. ↑  "Turkmen parliament places Year 2020 under national motto "Turkmenistan – Homeland of Neutrality" – tpetroleum". Turkmenpetroleum.com. 29 December 2019. Archived from the original on 8 June 2020. Retrieved 26 May 2020.
3. ↑  "Turkmenistan's Constitution of 2008" (PDF). Archived (PDF) from the original on 15 May 2019. Retrieved 17 December 2020.
4. ↑  "State Committee of Turkmenistan on Statistics". www.stat.gov.tm.
5. ↑  "National Profiles". The Association of Religion Data Archives (the ARDA). {{cite web}}: Text "World Religion" ignored (help)
6. ↑  "Dual Citizenship". Ashgabat: U.S. Embassy in Turkmenistan. Archived from the original on 23 May 2020. Retrieved 23 May 2020.
7. ↑    - Gore, Hayden (2007). "Totalitarianism: The Case of Turkmenistan" (PDF). Human Rights & Human Welfare. Denver: Josef Korbel School of International Studies (Human Rights in Russia and the Former Soviet Republics): 107–116. Archived from the original (PDF) on 29 February 2020. Retrieved 29 June 2021. * Williamson, Hugh (24 March 2022). "The internet is crucial". دیده‌بان حقوق بشر. Archived from the original on 4 May 2022. Retrieved 4 May 2022. Turkmenistan stands out as a totalitarian state. It gives absolutely no scope to dissident opinions and independent media. The regime censors the internet heavily. * Horák, Slavomír; Šír, Jan (March 2009). Dismantling totalitarianism?: Turkmenistan under Berdimuhamedow (PDF). Washington, D.C.: Paul H. Nitze School of Advanced International Studies. ISBN 9789185937172. Archived (PDF) from the original on 16 August 2022. Retrieved 4 May 2022. * "Turkmenistan: New president, old ideas". Eurasianet. 15 March 2022. Archived from the original on 15 March 2022. Retrieved 4 May 2022. * "Nations in Transit: Turkemistan". فریدم هاوس. 2016. Archived from the original on 23 May 2022. Retrieved 4 May 2022. * Stronski, Paul (30 January 2017). "Turkmenistan at Twenty-Five: The High Price of Authoritarianism" (PDF). واشینگتن، دی.سی.: بنیاد کارنگی برای صلح بین‌المللی. Archived (PDF) from the original on 1 January 2022. Retrieved 4 May 2022.
8. ↑  "Государственный комитет Туркменистана по статистике" (به روسی). Archived from the original on 7 January 2012. : Туркменистан — одна из пяти стран Центральной Азии, вторая среди них по площади (491,21 тысяч км2), расположен в юго-западной части региона в зоне пустынь, севернее хребта Копетдаг Туркмено-Хорасанской горной системы, между Каспийским морем на западе и рекой Амударья на востоке.
9. ↑  ""Ilat ýazuwy — 2022": Türkmenistanyň ilaty 7 million 57 müň 841 adama deň boldy". August 2023. {{cite web}}: Text "Jemgyýet" ignored (help)
10. 1 2 3 4  "World Economic Outlook Database, October 2023 Edition. (Turkmenistan)". IMF.org. صندوق بین‌المللی پول. 10 October 2023. Retrieved 14 October 2023.
11. ↑  "Human Development Report 2023/24" (به انگلیسی). برنامه عمران ملل متحد. 13 March 2024. Archived from the original on 19 March 2024. Retrieved 22 March 2023.
12. ↑  "Largest Countries in the World by Area - Worldometer". www.worldometers.info (به انگلیسی). Retrieved 2020-08-01.
13. ↑  "Population by Country (2020) - Worldometer". www.worldometers.info (به انگلیسی). Retrieved 2020-08-01.
14. ↑  «Political structure». country.eiu.com. دریافت‌شده در ۲۰۲۱-۱۰-۳۰.
15. ↑  «ترکمنستان» (PDF).
16. ↑  "Turkmenistan". The World Factbook (به انگلیسی). Central Intelligence Agency. 2021-10-26.
17. ↑  "BP Statistical Review of World Energy 2019" (PDF). p. 30.
18. 1 2  "Countries with the largest natural gas reserves worldwide 2019". Statista (به انگلیسی). Retrieved 2020-08-10.
19. ↑  Barthold, W. W. , Sochineniya, Moscow, 1965; Brockhaus, EntsiklopedicheskiĮ slovar', St. Petersburg, 1891. III p.359.
20. ↑  امین گلی، ص ۹۸
21. ↑  YJC، خبرگزاری باشگاه خبرنگاران | آخرین اخبار ایران و جهان | (۱۴۰۱-۰۹-۲۷). «سلطان تجزیه ایران را بشناسید + تصاویر». fa. دریافت‌شده در ۲۰۲۳-۱۲-۲۳.
22. ↑  «ترکمنستان: سردار بردی محمداف کیست؟». دیپلماسی ایرانی. دریافت‌شده در ۲۰۲۴-۰۷-۰۱.
23. ↑  «ایرنا». خبرگزاری ایرنا. دریافت‌شده در ۲۰۲۳-۱۲-۲۱.
24. ↑  «WORLD PRESS FREEDOMINDEX 2012» (PDF). بایگانی‌شده از اصلی (PDF) در ۷ مه ۲۰۱۲. دریافت‌شده در ۱۰ اکتبر ۲۰۱۲.
25. ↑  «The 25 Least Visited Countries in the World». بایگانی‌شده از اصلی در ۱ مارس ۲۰۱۵. دریافت‌شده در ۲۸ فوریه ۲۰۱۵.
26. ↑  International tourism, number of arrivals - by country
27. 1 2 3 4  کتاب جغرافیا دوره دوم متوسطه
28. ↑  «Currency Exchange Rates - International Money Transfer | Xe». www.xe.com. دریافت‌شده در ۲۰۲۴-۰۲-۱۸.
29. ↑  Ethnic composition of Turkmenistan in 2001, Demoscope Weekly, No. 37-38, 8-21 October 2001.
30. 1 2 3 4 5  Rickleton, Chris. “Though Fading in Turkmenistan, the Russian Language Is Still in Demand. ” RadioFreeEurope/RadioLiberty. RFE/RL, February 25, 2024. https://www.rferl.org/a/turkmenistan-demand-for-russian-language/32834522.html.
31. ↑  «The Revival of Islam in Turkmenistan». thediplomat.com (به انگلیسی). دریافت‌شده در ۲۰۲۴-۰۱-۰۱.
32. ↑  «Turkmenistan». United States Department of State (به انگلیسی). دریافت‌شده در ۲۰۲۴-۰۱-۰۱.
33. ↑  «CIA - The World Factbook - Turkmenistan». بایگانی‌شده از اصلی در ۶ آوریل ۲۰۱۱. دریافت‌شده در ۱۸ ژانویه ۲۰۰۹.
34. ↑  «گزارشگران بدون مرز». بایگانی‌شده از اصلی در ۲۵ آوریل ۲۰۱۹. دریافت‌شده در ۲۵ آوریل ۲۰۱۹.
35. ↑  "2020 World Press Freedom Index | Reporters Without Borders". RSF (به انگلیسی). Retrieved 2020-06-14.